# Trichoplusia obtusisigna
Trichoplusia obtusisigna är en fjärilsart som beskrevs av Walker 1857. Trichoplusia obtusisigna ingår i släktet Trichoplusia och familjen nattflyn. Inga underarter finns listade i Catalogue of Life.